# Micrathyria dunklei
Micrathyria dunklei – gatunek ważki z rodziny ważkowatych (Libellulidae).